# 國際電話無線電話中壢送信所
國際電話無線電話中壢送信所為位於臺灣桃園市中壢區之古蹟，由中華電信管理使用。
1932年，國際電話株式會社成立並於中壢後寮購地；1934年，「國際電話無線電話中壢送信所」落成，戰後由臺灣郵電管理委員會接管，後由中華民國交通部下轄之臺灣電信管理局使用。1996年，交通部電信總局營業部門民營化為中華電信，「國際電話無線電話中壢送信所」遺存之廳舍便由該公司管理。2015年，其廳舍前門廊受都市計畫道路拓寬工程損害，由桃園市政府文化局指定為暫定古蹟；2017年，桃園市政府文化局公告登錄為市定古蹟。現存建築包含辦公廳舍及小倉庫各一棟、庭園及神社基座等。

## 外部連結
- 國際電話無線電話中壢送信所  文化部文化資產局 （页面存档备份，存于）